# Hasan Ābād

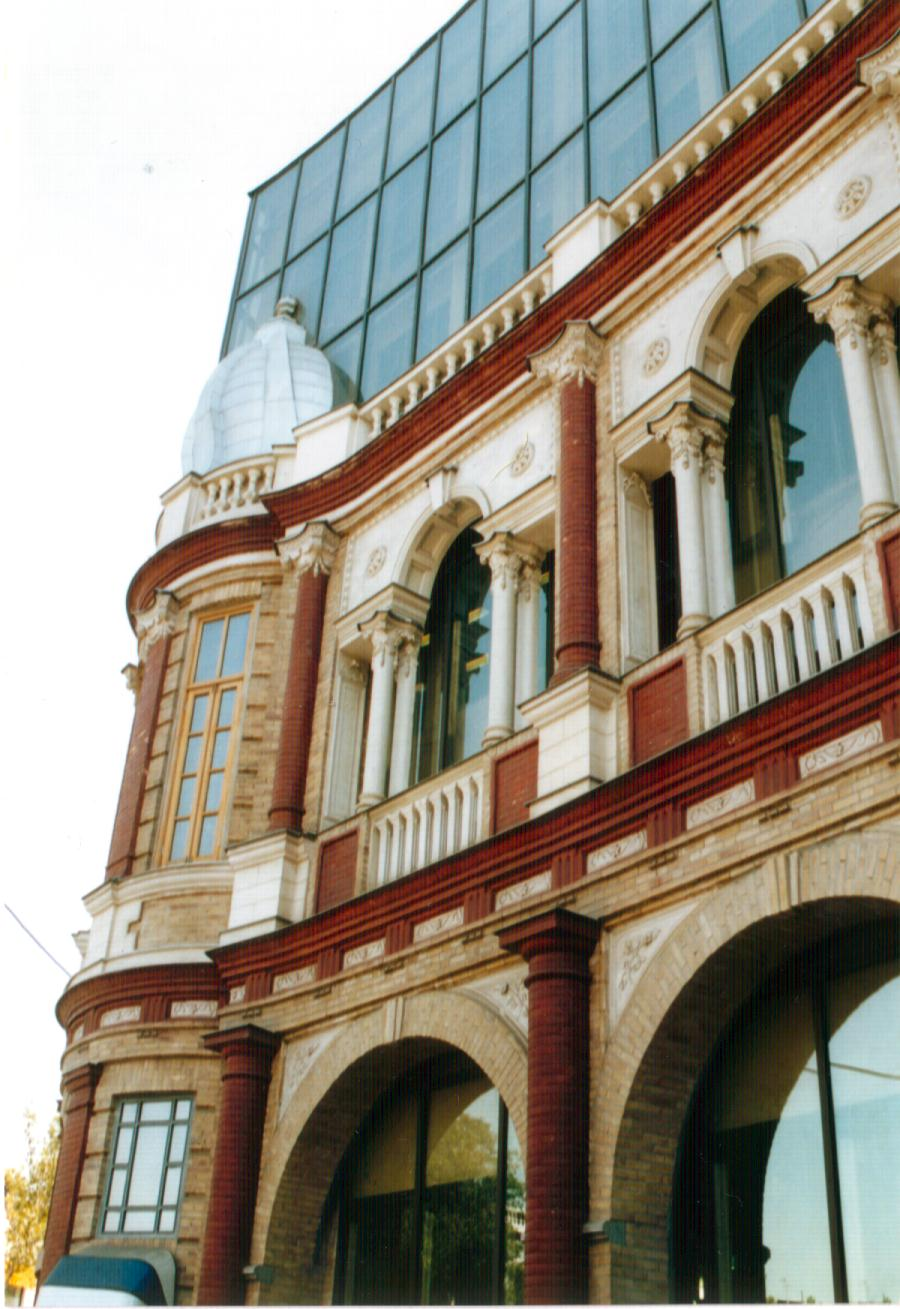
Eines der vier Eckhäuser in Hasan Abad

Hasan Ābād (persisch حسن‌آباد) ist ein Stadtteil und traditionelles Handelsviertel im Zentrum von Teheran. Er entwickelte sich in der Kadscharenzeit und wurde nach dem damaligen Premierminister Mirza Hassan Mostowfi ol-Mamalek bezeichnet. In der Nähe des Stadtteils befinden sich einige Regierungsgebäude. 
Das Viertel hat einen gleichnamigen Platz, der von den armenischen Architekten Ghelidj Baghelian und seinem Bauingenieur Leon Tadossian entwickelt wurde. Er besteht aus vier identischen Gebäuden, die jeweils eine Ecke des Platzes einnehmen.
Nach der Islamischen Revolution von 1979 wurde der Name in 31. Schahriwar-Platz umbenannt. Seitdem ist er unter beiden Namen bekannt.
Einige Gebäude wurden in den vergangenen Jahren erneuert und um zwei moderne Stockwerke erweitert.
Der Platz ist durch die U-Bahn Teheran erreichbar.